# Municipio de Kings River (condado de Madison)
El municipio de Kings River (en inglés: Kings River Township) es un municipio ubicado en el condado de Madison en el estado estadounidense de Arkansas. En el año 2010 tenía una población de 769 habitantes y una densidad poblacional de 4,68 personas por km².

## Geografía
El municipio de Kings River se encuentra ubicado en las coordenadas 36°2′8″N 93°30′12″O / 36.03556, -93.50333. Según la Oficina del Censo de los Estados Unidos, el municipio tiene una superficie total de 164.4 km², de la cual 163,76 km² corresponden a tierra firme y (0,39 %) 0,63 km² es agua.

## Demografía
Según el censo de 2010, había 769 personas residiendo en el municipio de Kings River. La densidad de población era de 4,68 hab./km². De los 769 habitantes, el municipio de Kings River estaba compuesto por el 93,89 % blancos, el 3,64 % eran amerindios, el 0,39 % eran asiáticos, el 0,39 % eran de otras razas y el 1,69 % eran de una mezcla de razas. Del total de la población el 2,47 % eran hispanos o latinos de cualquier raza.